# Mia Martina
Martine Johnson, művésznevén Mia Martina (Saint-Ignace, 1984. január 14. –) kanadai énekesnő és dalszerző. Legismertebb dalai a "Stereo Love", a "Burning", a "Latin Moon" és a "Beast". Első kislemeze, a "Stereo Love" Edward Maya és Vika Jigulina slágerének feldolgozása, amely munkájáért Juno Award-jelölésben részesült, akárcsak "HeartBreaker" című daláért.

## Diszkográfia

### Stúdióalbumok
- Devotion (2011)
- Mia Martina (2014)
- Daydream (2019)